# أنالويد صامويل
أنالويد صامويل (بالإنجليزية: Anlloyd Samuel)‏ (31 أكتوبر 1980 – 15 نوفمبر 2010) هو سبّاح بالاوي راحل، مثّل بلاده في الألعاب الأولمبية الصيفية 2000.

## روابط خارجية
أنالويد صامويل على موقع الاتحاد الدولي للسباحة (الإنجليزية)
- أنالويد صامويل على موقع أوليمبيديا (الإنجليزية)